# پیر اوستن
پیر اوستن (فرانسوی: Pierre Hostein‎؛ زادهٔ ۲ مهٔ ۱۸۸۸) دوچرخه‌سوار اهل فرانسه است.